# 无刺菝葜
无刺菝葜（学名：Smilax mairei）为百合科菝葜属下的一个种。

## 扩展阅读
- 維基物種上的相關：无刺菝葜